# Alfred Jan Schmidt
Alfred Jan Schmidt (ur. 19 czerwca 1888 w Krakowie, zm. 6 maja 1968 w Penley) – pułkownik piechoty Wojska Polskiego, działacz niepodległościowy, kawaler Orderu Virtuti Militari.

## Życiorys
Urodził się 19 czerwca 1888 w Krakowie, w rodzinie Rudolfa i Anny z Zagórskich. Po ukończeniu Wyższej Szkoły Realnej w Krakowie studiował chemię na Politechnice w Brnie. W latach 1912–1913 odbył jednoroczną służbę wojskową w cesarskiej i królewskiej armii. W 1914 został zmobilizowany do c. i k. armii, i skierowany na front gdzie dostał się do rosyjskiej niewoli. W niewoli spędził cztery lata. W 1918 znalazł się w Semipałatyńsku.
W czasie wojny z bolszewikami walczył w 84 pułku piechoty.
30 kwietnia 1921 został zatwierdzony z dniem 1 kwietnia 1920 w stopniu kapitana, w piechocie, w grupie oficerów byłej 5 Dywizji Strzelców Polskich. 3 maja 1922 został zweryfikowany w stopniu majora ze starszeństwem z dniem 1 czerwca 1919 i 489. lokatą w korpusie oficerów piechoty, a jego oddziałem macierzystym był 82 pułk piechoty w Brześciu. 22 lipca 1922 został zatwierdzony na stanowisku pełniącego obowiązki dowódcy batalionu sztabowego 84 pułku piechoty w Pińsku. W listopadzie 1924 został przeniesiony do 39 pułku piechoty w Jarosławiu na stanowisko dowódcy II batalionu. W następnym roku został przesunięty na stanowisko kwatermistrza pułku. 23 stycznia 1928 został mianowany podpułkownikiem ze starszeństwem z dniem 1 stycznia 1928 i 53. lokatą w korpusie oficerów piechoty. 28 kwietnia 1928 został przeniesiony z 39 pp do 69 pułku piechoty w Gnieźnie na stanowisko zastępcy dowódcy pułku. W lipcu 1935 został przeniesiony do 78 pułku piechoty w Baranowiczach na stanowisko dowódcy pułku. Na tym stanowisku pozostał do 1939. W międzyczasie został mianowany pułkownikiem ze starszeństwem z dniem 19 marca 1938 i 4. lokatą w korpusie oficerów piechoty.
W kampanii wrześniowej 1939 dowodził etapami Samodzielnej Grupy Operacyjnej „Narew”.
Od 1 października 1941 do 8 stycznia 1942 był dowódcą 21 pułku piechoty. Od stycznia do kwietnia 1942 dowodził 10 Dywizją Piechoty wchodzącą w skład Polskich Sił Zbrojnych w ZSRR. W okresie od 7 września 1943 do 12 kwietnia 1944 dowodził 7 Dywizją Piechoty wchodzącą w skład Armii Polskiej na Wschodzie, a następnie Bazy Armii Polskiej na Wschodzie. Od maja do lipca 1944 w dyspozycji dowódcy 2 Korpusu Polskiego, od 27 lipca do grudnia tego roku w Centrum Wyszkolenia Piechoty. Od grudnia 1944 do października 1945 w dyspozycji dowódcy Jednostek Wojska w Wielkiej Brytanii. W latach 1945–1947 w Rezerwie Personalnej Oficerów.
Po zakończeniu II wojny światowej pozostał na emigracji. Zmarł 6 maja 1968 w Penley.

## Ordery i odznaczenia
- Krzyż Srebrny Orderu Wojskowego Virtuti Militari[15]
- Krzyż Niepodległości – 10 grudnia 1931 „za pracę w dziele odzyskania niepodległości”[19]
- Krzyż Walecznych dwukrotnie[15]
- Złoty Krzyż Zasługi – 19 marca 1931 „za zasługi na polu organizacji i wyszkolenia wojska”[20]
- Medal Zwycięstwa